# دانيال دبليو. كونولي
دانيال دبليو. كونولي (بالإنجليزية: Daniel W. Connolly)‏ هو محامي وسياسي أمريكي، ولد في 24 أبريل 1847 في كوتشيكتون في الولايات المتحدة، وتوفي في 4 ديسمبر 1894 في سكرانتون في الولايات المتحدة. حزبياً، نشط في الحزب الديمقراطي. وقد انتخب عضو مجلس النواب الأمريكي.